# Estadio de Morumbi
El Estadio Cícero Pompeu de Toledo, conocido popularmente como Morumbi y denominado comercialmente como MorumBis (estilizado como MorumBIS), es un recinto deportivo propiedad del São Paulo Futebol Clube, ubicado en la ciudad capital de São Paulo, Brasil. Se sitúa en praça Roberto Gomes Pedrosa n.º 1, en el distrito de Morumbi.
Fue inaugurado en 1960 y posee una capacidad para 72 039 personas, siendo la sede oficial del equipo de la ciudad.  Es el tercer estadio más grande de Brasil, sólo superado por el estadio Maracaná y el estadio Mané Garrincha, de Brasilia. Ha recibido más de treinta partidos de la selección de fútbol de Brasil.

## Historia
En sus primeros años de existencia, el São Paulo Futebol Clube utilizó el Estadio de la Floresta, razón por la que el club que existió entre enero de 1930 y mayo de 1935 era conocido como São Paulo da Floresta.
Cuando el club fue refundado en diciembre de 1935, no tenía un campo propio, situación en la que se mantuvo hasta 1938, cuando su unión con el Estudiantes llevó al São Paulo al estadio da Mooca. En 1940 pasó a usar el estadio Pacaembu.
En 1944, el São Paulo compró el estadio Canindé que pasó a ser su campo. Pero el Canindé era muy pequeño para la convocatoria del equipo y entonces surgieron las ideas y proyectos para la construcción de un estadio monumental.
El sueño de construir un gran estadio comenzó a hacerse realidad. La idea inicial era construirlo en el área actual donde se encuentra el parque Ibirapuera, en la época una región inundada, pero Jânio Quadros impidió que el club saliera de la prefectura. El lugar escogido fue un área en el Jardín Leonor, región del Morumbi, prácticamente deshabitado, que estaba en proceso de urbanización.
En diciembre de 1951, el área fue adquirida por el São Paulo.
En 1952, el presidente del club, Cícero Pompeu de Toledo, le propuso a Laudo Natel, director del Bradesco, encargarse del club administrativamente.
El 15 de agosto de 1952, monseñor Bastos bendijo los terrenos y fue lanzada la campaña Pro-Construcción del Morumbi. Fue elegida una comisión constituida por el presidente Cícero Pompeu de Toledo y por los siguientes nombres: Piragibe Nogueira (vicepresidente); Luís Cássio dos Santos (secretario); Amador Aguiar (tesorero); Altino de Castro Lima, Carlos Alberto Gomes Cardim, Luís Campos Aranha, Manuel Raimundo Paes de Almeida, Osvaldo Artur Bratke, Roberto Gomes Pedrosa, Roberto Barros Lima, Marcos Gasparian, Paulo Machado de Carvalho y Pedro França Filho Pinto.
Esos serían los hombres que harían realidad el sueño de construir el mayor estadio particular del mundo. Se empezaba entonces, una nueva fase en la vida del São Paulo.
Parte del dinero de la venta del Canindé (vendido a Portuguesa de Deportes en 1956) fue invertido en material de construcción. Todo el presupuesto del club también fue invertido en la construcción del estadio, dejando al equipo en un segundo plano. Las obras para la construcción del nuevo estadio comenzaron en 1953.
El gran sueño tricolor se estaba construyendo. El proyecto de estadio tenía por creador a Vilanova Artigas, uno de los principales representantes de la escuela paulista de arquitectura moderna.
Algunos números de la grandeza del Morumbi son impresionantes: para el desenvolvimiento del proyecto fueron necesarias 370 planchas de papel vegetal; se tardaron cinco meses en hacer las excavaciones, con el movimiento de 340 kilómetros cúbicos de tierra; los 280 000 sacos de cemento usados, colocados en fila, cubririam la distancia desde São Paulo a Río de Janeiro; 50 mil toneladas de fierro, que darían para circundar la Tierra dos veces y media.
En un determinado momento, la compra del estadio fue propuesta por la prefectura, que fue rechazada. Pero Laudo Natel, apoyado por toda la directiva, prosiguió la batalla, tras la muerte de Cícero Pompeu de Toledo. Tal propuesta, unida al hecho de que Natel había asumido el gobierno del Estado en 1966, generaría la idea, muy difundida entre los rivales, de que el Estadio del Morumbi había sido construido con dinero público.
El esfuerzo de construir el mayor estadio particular del mundo, merecía una gran fiesta de inauguración.

### Inauguración
El partido que inauguró el estadio tuvo lugar el 2 de octubre de 1960. El São Paulo venció al Sporting de Lisboa, por 1-0. El árbitro del partido inaugural fue Olten Aires de Abreu. El primer gol del Morumbi fue marcado por Peixinho (Arnaldo Poffo García), a los 12 minutos de juego, delante de 56 448 personas que llenaban el estadio aún inacabado, pues el objetivo era albergar a 120 000 personas, con un presupuesto de 7 868 400 de dólares.
El São Paulo jugó con: Poy; Ademar, Gildésio y Riberto; Fernando Sátiro y Vítor; Peixinho, Jonás (Paulo), Gino, Gonçalo (Cláudio) y Canhoteiro; Entrenador: Flávio Costa. El Sporting Lisboa formó con: Aníbal; Lino e Hilário; Mendes, Morato y Júlio; Hugo, Faustino, Figueiredo (Fernando), Diego (Geo) y Seminário; Entrenador: Alfredo González.

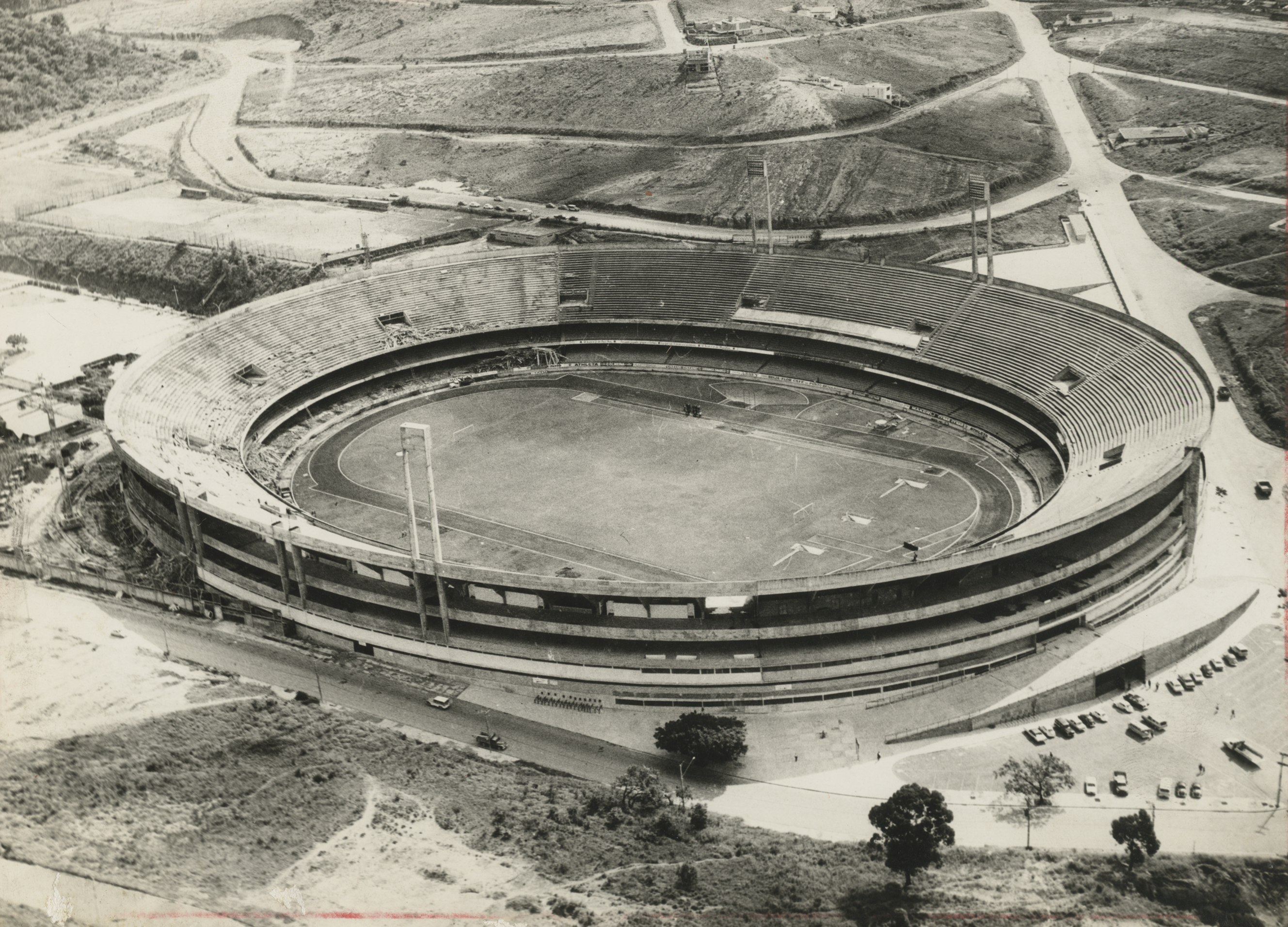
El Morumbi en 23 de enero de 1970. Archivo Nacional del Brasil.

La inauguración total del Morumbi ocurrió el 25 de enero de 1970. El partido de conmemoración fue entre el São Paulo y el Oporto, de Portugal, y terminó empatado 1-1. Vieira Nunes abrió el marcador para el equipo portugués, a los 32 minutos de juego. Miruca empató para el São Paulo a los 35 minutos del primer tiempo. El árbitro del partido fue José Favilli Neto. El público era de aproximadamente 100 000 personas.
El partido tuvo la presencia del presidente de la República, el general Emílio Garrastazu Médici, y del gobernador paulista, Abreu Sodré. Era el auge de la dictadura militar.
El São Paulo jugó con: Picasso; Édson, Jurandir, Roberto Días y Tenente; Lourival e Gérson; Miruca (José Roberto), Toninho, Téia (Babá) y Paraná (Claudinho); Entrenador: Zezé Moreira. El Oporto formó con: Vaz; Acácio, Valdemar, Vieira Nunes y Sucena; Pavão y Rolando; Gomes, Chico (Seninho), Pinto (Ronaldo) y Nóbrega.
Tras esta inauguración el Morumbi pasó a ser llamado el mayor estadio particular del mundo, a pesar de la reducción de su capacidad de 120 000 a 85 000 espectadores en los años 1990, por medida de seguridad. Entre 1994 y 1996 el estadio pasó por una serie de reformas para mejorar la estructura (que presentaba grietas) y para la colocación de asientos en las gradas.
El nombre oficial es Estadio Cícero Pompeu de Toledo, en homenaje al exjugador, dirigente y presidente del club.
Tras la histórica conquista del tricampeonato continental (Copa Libertadores de América) en 2005, es cariñosamente llamado por los seguidores estadio Moruntri.

### Glorias tricolores
El Morumbi fue palco de grandes victorias del São Paulo, como por ejemplo el dos veces tricampeonato de la Copa Libertadores de América, en los años 1992 y 2005. En 1993, a pesar de que el partido de vuelta era en Chile, el Tricolor prácticamente decidió el título en casa al vencer por 5-1 a la Universidad Católica.
En la liga brasileña, el São Paulo no tenía mucha suerte en sus dominios, pues en las cinco primeras finales en que se decidió el título en el Morumbi, salió del campo sin la copa, teniendo que esperar hasta 2006 para conseguir conquistar un título nacional en su estadio (los demás títulos brasileños del club fueron conquistados jugando el último partido fuera de casa).

## Datos
Todo el estadio son 102 904 m² de área construida, siendo el área reservada a los espectadores de 62 450 m².
El campo del Morumbi mide 108,25 metros de largo por 72,70 metros de ancho e incluye también una pista de atletismo. El estadio tiene 15 cabinas para radio y televisión; 81 puntos de venta de bebida y comida; 105 taquillas para la venta de entradas; 51 baños; centro médico con 5 ambulancias.

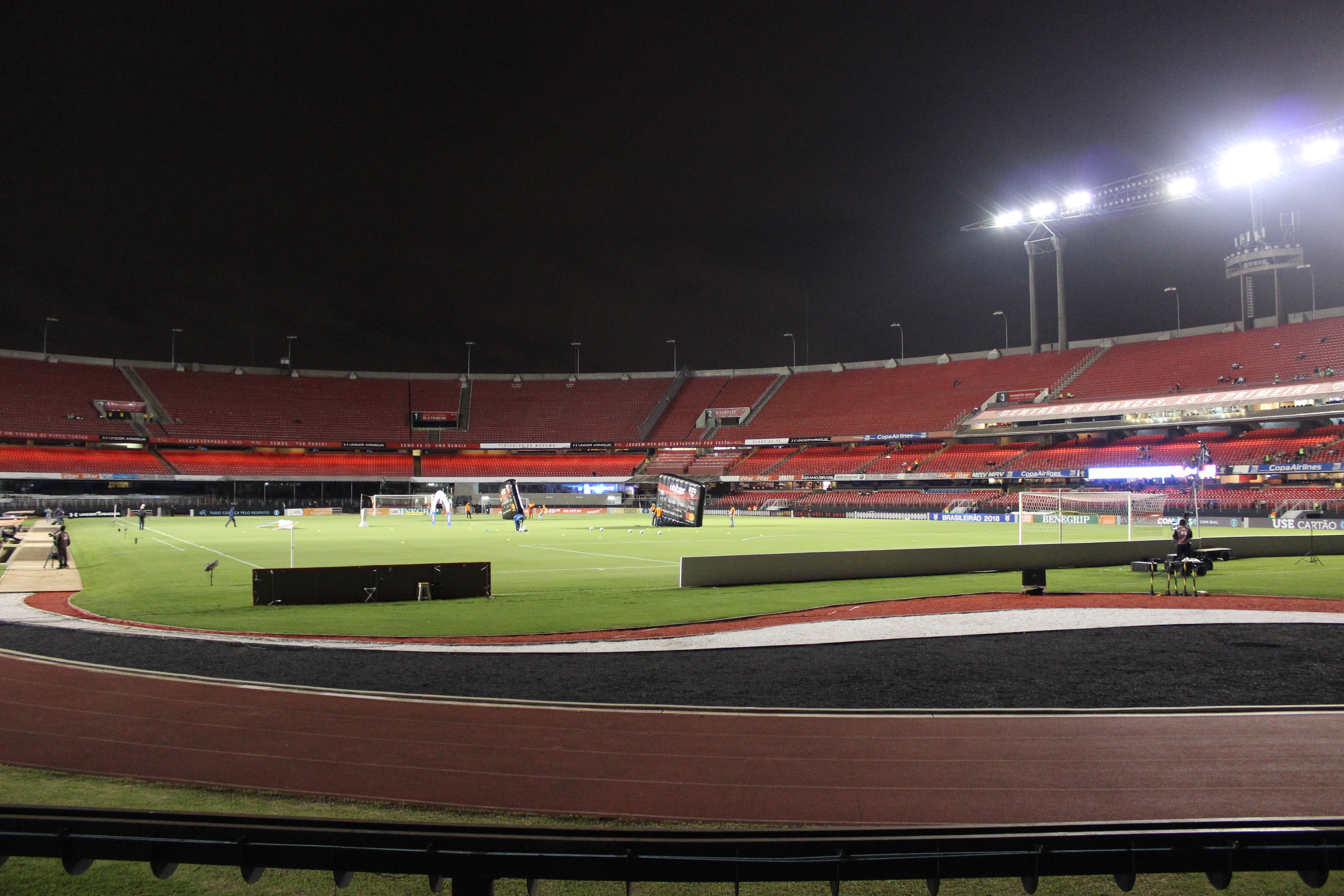
Interior del estadio.

Es uno de los pocos estadios de Brasil que tienen un sector exclusivo para discapacitados. El área tiene 470 m², espacio para 92 sillas de ruedas y 108 lugares destinados a otros tipos de discapacidad. Los acompañantes de los discapacitados también tienen un local específico dentro del estadio, al lado del sector especial.
El 15 y 17 de octubre de 1993, se realizaron dos conciertos del Dangerous World Tour del cantante estadounidense Michael Jackson en este establecimiento.
Desde abril de 1999, el Morumbi posee un nuevo sistema de iluminación. Los antiguos paneles con lámparas concentradas fueron sustituidos por una iluminación horizontalizada en los dos lados del estadio. Las cuatro cajas de luces antiguas fueron cambiadas por dos estructuras metálicas especiales, con 80 metros de extensión cada una, acompañando a la curvatura del Morumbi.
En este estadio el 27 de agosto de 2004 falleció en la cancha Serginho zaguero del São Caetano.
En el año del 2006 durante la Copa Libertadores, el São Paulo perdió su récord de no perder en este estadio durante 19 al perder 2-1 frente al Chivas de Guadalajara.

## Conciertos
| Año  | Artista            | Gira Mundial                        |
| ---- | ------------------ | ----------------------------------- |
| 1981 | Queen              | The Game Tour                       |
| 1993 | Michael Jackson    | Dangerous World Tour                |
| 1993 | Madonna            | The Girlie Show World Tour          |
| 1998 | U2                 | PopMart Tour                        |
| 1998 | The Rolling Stones | Bridges to Babylon Tour             |
| 2003 | Shakira            | Tour de la Mangosta                 |
| 2004 | Justin Timberlake  | The Justified World Tour            |
| 2006 | U2                 | Vertigo Tour                        |
| 2008 | Madonna            | Sticky & Sweet Tour                 |
| 2010 | Beyoncé            | I Am... Tour                        |
| 2010 | Metallica          | World Magnetic Tour                 |
| 2010 | Coldplay           | Viva la Vida Tour                   |
| 2010 | Paul McCartney     | Up and Coming Tour                  |
| 2011 | U2                 | U2 360° Tour                        |
| 2011 | Shakira            | Sale el Sol World Tour              |
| 2012 | Lady Gaga          | The Born This Way Ball              |
| 2012 | Madonna            | The MDNA Tour                       |
| 2013 | Beyoncé            | The Mrs. Carter Show World Tour     |
| 2016 | The Rolling Stones | América Latina Olé Tour             |
| 2017 | U2                 | The Joshua Tree Tour                |
| 2017 | Fifth Harmony      | PSA Tour                            |
| 2017 | Bruno Mars         | 24K Magic World Tour                |
| 2023 | Coldplay           | Music of the Spheres World Tour     |
| 2023 | RBD                | Soy Rebelde Tour                    |
| 2024 | The Weeknd         | After Hours til Dawn Stadium Tour   |
| 2024 | Bruno Mars         |                                     |
| 2025 | Shakira            | Las Mujeres Ya No Lloran World Tour |
| 2025 | Oasis (banda)      | Oasis Live '25                      |

## Mayores asistencias y caja
El mayor público registrado en el Morumbi aconteció el 25 de agosto de 1985, cuando cerca de 163 000 personas se reunieron para un congreso internacional de Testigos de Jehová.
La mayor asistencia de público en el Morumbi en un partido de fútbol se registró el 9 de octubre de 1977, cuando 146 032 personas asistieron al partido entre el Corinthians y el Ponte Preta.
La final de la Copa Libertadores de 2005, entre el São Paulo y el Atlético Paranaense, tuvo la mayor recaudación registrada en un partido jugado en Brasil hasta entonces: 3.026.395 R$. Pero al año siguiente ese récord fue batido, el partido entre el São Paulo y el Internacional, de la fase final de la Copa Libertadores de 2006, tuvo una recaudación de R$3 382 655.

## Estación São Paulo-Morumbi
En homenaje al club, el gobernador del Estado, Geraldo Alckmin, cambió el nombre de la actuando Estación São Paulo-Morumbi del Metro de São Paulo (Línea 4) al de Estación São Paulo-Morumbi, así como se hizo con el Corinthians que fue el primer club en tener el nombre de una estación del metro, en la estación Corinthians-Itaquera, como el Palmeiras en la estación Palmeiras-Barra Funda y la Portuguesa en la estación de Portuguesa-Tietê.
La estación fue inaugurada en 2012 y queda a menos de un kilómetro del estadio, en el otro extremo de la Avenida Jorge João Saad (que termina en frente del estadio).

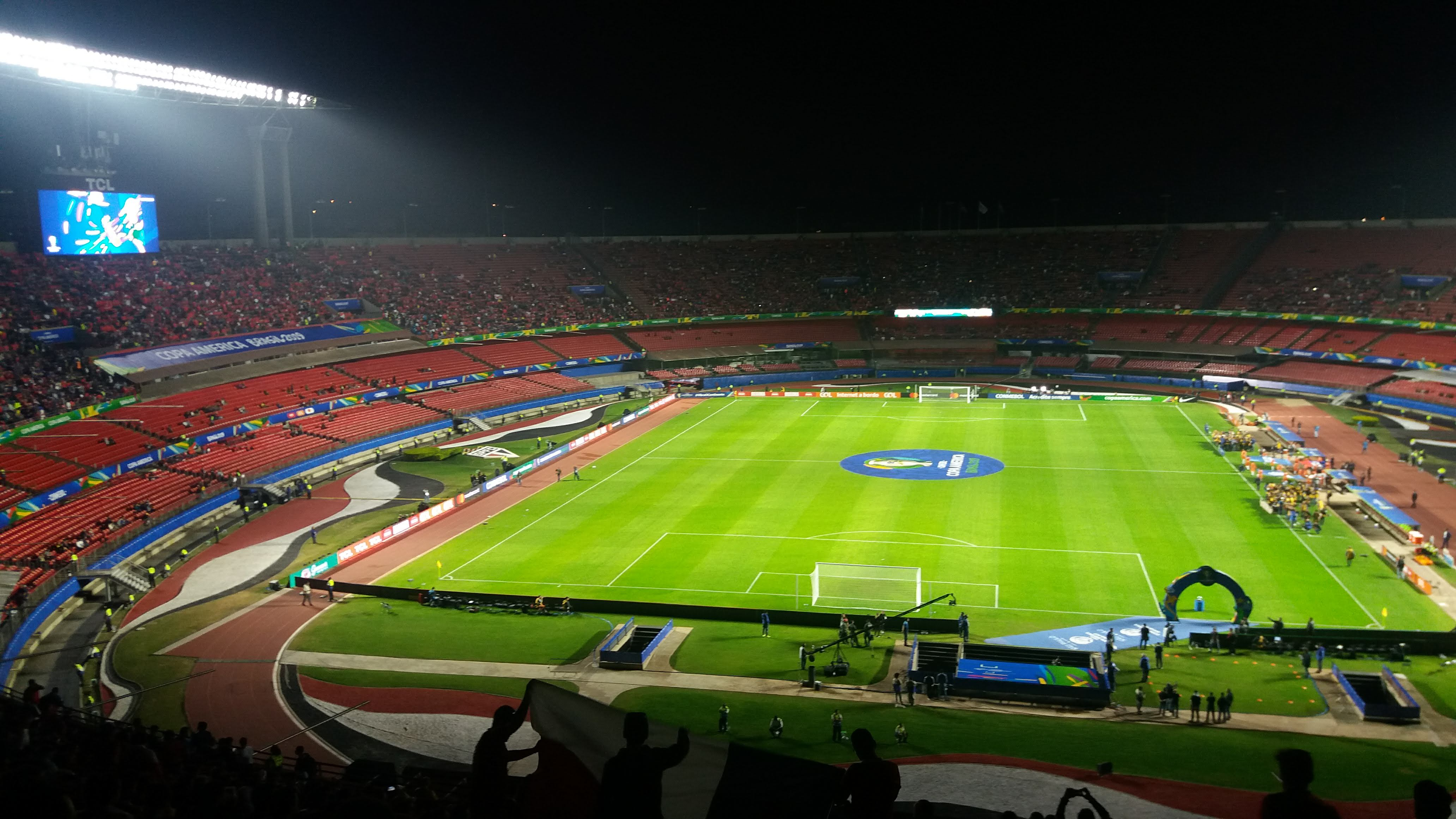
Panorámica del estadio.

## Proyecto no realizado para el Mundial de 2014
El Morumbi fue indicado por el ayuntamiento y por el gobierno del estado para ser el estadio que representará a la ciudad y al estado en el Mundial de 2014, motivo por el cual, el São Paulo FC hará todas las reformas necesarias para poder recibir el evento. En el proyecto presentado se constaba que el estadio tendría, durante el Mundial, su capacidad reducida a 66 800 personas sentadas (debido al uso de parte de la grada por la prensa), aunque la capacidad actual del estadio es de 75 500 espectadores. Pero según un comunicado de la FIFA, el estadio Morumbi fue excluido de la Copa Mundial de la FIFA Brasil 2014, al no poder garantizarse los recursos necesarios para su remodelación.

## Eventos más importantes

### Copa América 2019
- El estadio albergó tres partidos de la Copa América 2019.
| Fecha               | Selección #1 | Resultado | Selección #2 | Ronda                 | Espectadores |
| ------------------- | ------------ | --------- | ------------ | --------------------- | ------------ |
| 14 de junio de 2019 | Brasil       | 3 - 0     | Bolivia      | Primera fase, Grupo A | 46.342       |
| 17 de junio de 2019 | Japón        | 0 - 4     | Chile        | Primera fase, Grupo C | 23.253       |
| 19 de junio de 2019 | Colombia     | 1 - 0     | Catar        | Primera fase, Grupo B | 22.079       |